# إيفون هوتون
إيفون هوتون (بالإنجليزية: Yvonne Hutton)‏ هي فنانة قصص مصورة بريطانية، ولدت في 31 أكتوبر 1941، وتوفيت في 1 ديسمبر 1992 بسبب حادث مرور.